# Museo Arqueologico Nacional Aruba

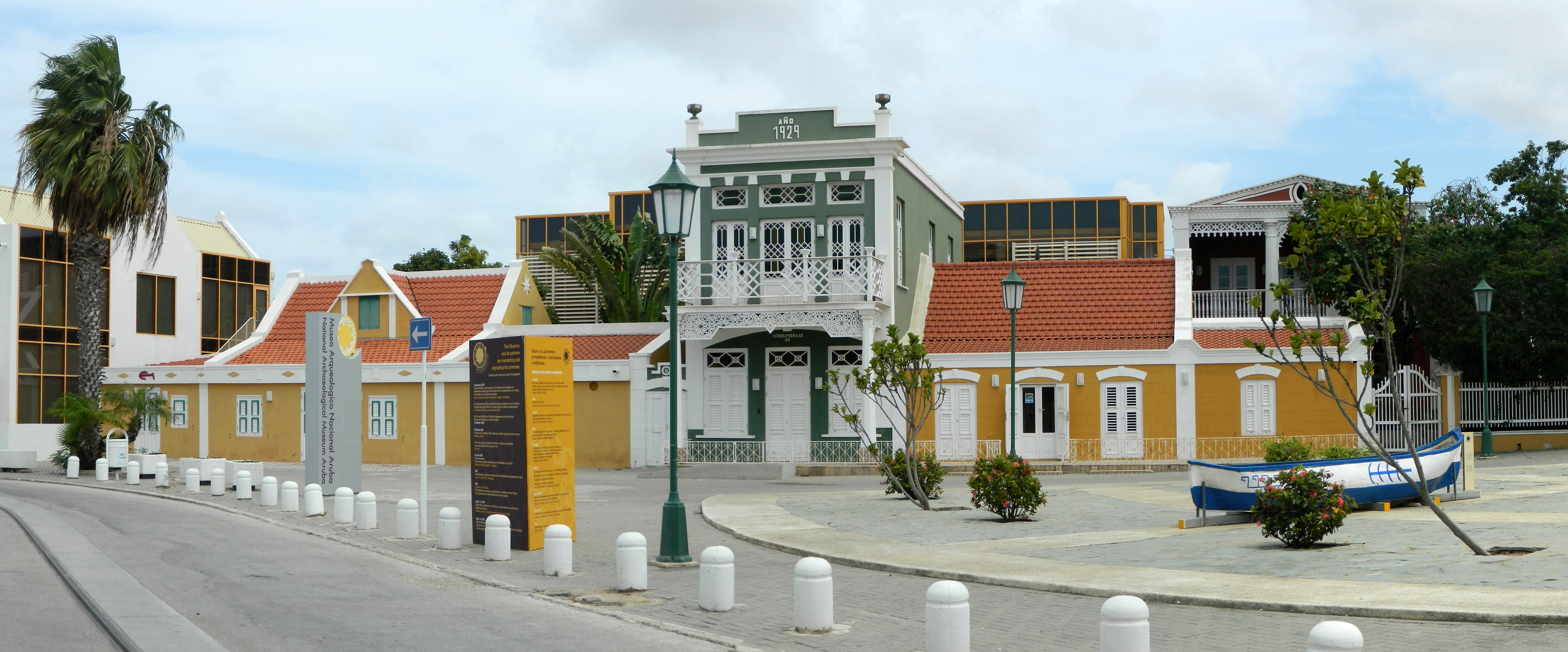
Museo Arqueologico Nacional Aruba

Das Museo Arqueologico Nacional Aruba ist das nationale archäologische Museum von Aruba, das sich in einer denkmalgeschützten Immobilie aus dem Jahre 1929 in der Hauptstadt Oranjestad befindet.

## Beschreibung
Das Museum verfügt über eine Sammlung von über 10.000 Artefakten aus dem frühesten historischen Zeitalter der Insel.
Die 580 m² umfassende Dauerausstellung mit Artefakten aus Arubas indianischer Geschichte enthält Zeugnisse aus dem frühesten Zeitalter der Insel. Zu den Exponaten gehören Keramiktöpfe und Steinwerkzeuge von den Stämmen der Sero Muskita, Arikok und Arawak, sowie Waffen und religiöse Opfergaben, die auf Aruba an 22 Fundstellen ausgegraben wurden. Die ältesten klassifizierten Funde stammen aus der Präkeramischen Zeit um 2500 v. Chr. bis 1000 n. Chr. Die älteste archäologische Stätte in Aruba ist wahrscheinlich die der Sero Muskita, wo Steinwerkzeuge gefunden wurden. Bei einer Ausgrabung in Arikok wurde ein ähnliches Werkzeug gefunden. Basierend auf der Verarbeitung, Technik und Form der aufgefundenen Werkzeuge vermutet man, dass bereits um 4000/4500 v. Chr. Menschen in Aruba lebten.